# Fejoa
Fejoa (Feijoa sellowiana Berg.) je suptropska biljka poreklom sa prostora Južne Amerike, a danas se uzgaja širom sveta.
Pripada familiji Myrtaceae, redu Myrtales, rodu Feijoa koji ima tri vrste: Feijoa sellowiana, Feijoa odorata i Feijoa oveta. Spada u zimzelene žbunaste biljke, visoka je 2 do 3 metra, a ređe i do 5 metara. Stablo se formira kao žbun, a uticajem čoveka i kao drvo. Kao gajena vrsta samo Feijoa sellowiana ima privredni značaj.

## Morfološke osobine
Kruna mladih biljaka je kompaktna, ali sa uzrastom i plodonošenjem počinje da se razređuje. Prvih 5-6 godina grane imaju tendenciju rasta u visinu, a zatim vršne grane zaostaju u porastu, dok bočne intenzivno rastu. Ovo najčešće i dovodi do žbunastog izgleda stabla.
Listovi fejoe su eliptični, dužine 4-8 cm, gornja lisna površina je kožnata tamnozelena, a donja je zeleno-srebrnasta i dlakava Cvetovi su hermafroditni. Krunični listići cveta imaju osvežavajuće sladak ukus i u zemljama iz kojih potiče fejoa oni se koriste za jelo i kao dodatak raznim napicima.
Masa ploda se kreće od 15 do 50 grama i više. Boja ploda je zelena, meso čvrsto, krem-bele boje, slatko-nakiselo, topivo i ukusa koji podseća na ananas i šumsku jagodu. U plodu ima 25 do 50 veoma sitnih semenki, koje se pri jelu ne osećaju. Zreli plodovi imaju sklonost ka opadanju. Zdravo drvo fejoe može imati prinos od 200 kg po sezoni.
- Drvo
- Stablo
- Listovi

## Biologija
Kod ove kulture mogu se zapaziti dva izražena perioda rasta: prvi krajem proleća (intenzivniji) i drugi krajem leta i početkom jeseni.
Cvetni pupoljci se pojavljuju polako i nalaze se u pazuhu lista na granama tekuće vegetacije. Cvetanje počinje krajem maja i traje dugo, oko mesec dana.
Cvetna drška je duga oko 12-20 mm. Čašičnih listića ima 4-5, zelene boje spolja i crvenkaste iznutra. Kruničnih listića može biti 4-8. Krunični listići su mesnati, spolja bele, a unutra roze boje. Latice cvetova sadrže dosta šećera, privlače insekte i manje ptice koje se hrane njima i prelećući sa cveta na cvet oprašuju ih.
Prašnika ima između 50 i 100 po jednom cvetu, a samo jedan tučak narandžaste boje. 
Fejoa može biti i samooplodna i stranooplodna biljka. Za normalnu rodnost kod skoro svih sorti i klonova neophodno je unakrsno oprašivanje.
Plod fejoe ima karakteristično odrvenjene čašične listiće na vrhu. Najčešće je ovalnog, okruglastog ili jajastog oblika. Težina plodova je zavisna od vrste kao i uslova za rast te se kreće od 25-100 g. Površina ploda je glatka ili prekrivena tankom voštanom prevlakom. Pokožica zauzima oko 20% ploda. Plod je sinkarpan i sastoji se iz 4 (ređe 5) karpela koji obrazuju 20 do 24 semena zametka. Kada se većina semenih zametaka razvije u seme, plodovi dostižu maksimalnu veličinu i meso ploda se razvija dobro, dok u suprotnom slučaju plodovi ostaju nedozreli i meki. Zahvaljujući sadržaju eteričnih ulja u pokožici, plod ima povoljno dejstvo na čovečiji organizam. Plodovi, takođe, sadrže visok procenat vitamina C, a takođe i druge vitamine: B, F, PP i druge. Pored vitamina sadrže i 5-10% šećera, 1,5 do 3,6% jabučne kiseline, pektin i druge hranljive i lekovite materije.

## Ekološki uslovi

### Temperatura
Fejoa spada u termofilne biljke, mada joj ne odgovaraju visoke temperature. Dobro se razvija i plodonosi pri sumi aktivnih temperatura za vegetacioni period od oko 4.000 °C i više. Optimalna temperatura za vreme vegetacije je 20 °C, a prilikom cvetanja 22-25 °C. Pri temperaturi 10-15 °C vegetacija se usporava, a na 6 °C potpuno prestaje.
Visoke temperature za fejou nisu poželjne. U svojoj domovini (Južna Amerika) ona se iz ovih razloga nalazi u šarenom hladu visokih šumskih stabala. U vreme žarkih dana usporava se ili prestaje rast mladara i plodova. Tek krajem avgusta i početkom septembra ponovo počinje vegetativni porast grana, listova i plodova. Može se reći da fejoa bez oštećenja podnosi visoke temperature od 36 °C i više. 
Od svih zimzelenih suptropskih voćaka fejoa je najotpornija na niske temperature. Pri temperaturi od -9 do -10 °C nisu zapažene povrede od mraza, pri -11 do -12 °C zamrzavaju lišće i jednogodišnje grančice, dok pri temperaturi od -14 do -15 °C izmrzava nadzemni deo cele biljke skoro do korenovog vrata, ali se ona ponovo obnavlja. Tek na temperaturi od -16 do -17 °C sasvim ugine. Otpornost na mraz svakako zavisi i od drugih spoljnih faktora, kao što su snežni pokrivač, vetar, brzina spuštanja i dužina trajanja mraza, ishranjenost, starost i slično.
Kao pogodni rejoni za uzgoj fejoe mogu se smatrati svi oni u kojima se najniže temperature (-12 do -15 °C) ne javljaju često, a i kada se jave nisu dugotrajne.

### Padavine
Za uspešan rast, razvitak i rodnost, neophodno je fejoi u vegetacionom periodu obezbediti 500 do 600 mm vode. Voda je naročito potrebna mladim zasadima fejoe. Pri nedostatku vlage u zemljištu, rast i razvitak biljke se usporavaju, dolazi do otpadanja plodova, a njihov kvalitet je znatno umanjen. Fejoa bolje podnosi zemljišnu nego vazdušnu sušu. Iz ovih razloga orošavanje je veoma pogodna agrotehnička mera, koja značajno doprinosi povećanju rodnosti i kvaliteta plodova.

### Vetar
Fejoa predstavlja vrstu koja je dovoljno otporna na dejstvo vetra. U zimskom periodu jak vetar smanjuje otpornost fejoe na mraz, a leti pospešuje otpadanje mladih, nezrelih plodova i time umanjuje rodnost. U doba cvetanja vetar ometa insekte da izvrše neophodno oprašivanje.

### Svetlost
Poznato je da se u Južnoj Americi fejoa često nalazi kao podšumska biljka u hladu visokog drveća. U veoma gustim zasadima ona takođe raste, razvija se i ne uginjava. Međutim, za normalan rast i razvoj, a naročito visoku rodnost, potrebna je i direktna sunčeva svetlost. Pri smanjenoj svetlosti ona donosi manje plodove, procenat oprašivanja je manji, a kvalitet plodova slabiji.

### Zemljište
Značajno utiče na karakter razvića korenovog sistema i stabla, a takođe i na njihovu moćnost i rodnost. Fejoa dobro uspeva na černozemima, aluvijalnim zemljištima, crvenicama, a i delimično i na peskovitim zemljištima.

## Razmnožavanje
Kao i većina drugih vrsta voćaka i fejoa se razmnožava generativnim i vegetativnim putem.
Razmnožavanje iz semena je prilično rašireno, zbog toga što ne dolazi do velikog cepanja osobina, ali se ipak ne može izbeći heterogenost zasada sa izvesnim smanjenjem kvalitativnih i kvantitativnih osobina. Za proizvodnju sadnica za prodaju preporučuje se jedino vegetativno razmnožavanje, pošto se samo na taj način potpuno prenose osobine određene sorte, a zasadi od takvih sadnica su i ujednačeniji.

### Generativno razmnožavanje
Dosta je rašireno iako je takav sadni materijal dosta neujednačen, kako u biološkim, tako i u pomološkim osobinama.Za ovo razmnožavanje potrebno je brati krupne i zrele plodove sa odabranih stabala. Posle omekšavanja plodovi se gnječe i ispiraju na situ prečnika 1–2 mm. Seme se zatim suši na sobnoj temperaturi, i za 4-5 dana postaje spremno za sejanje.
Iz jednog kilograma plodova dobije se 1-4 g semena, a u jednom gramu ima 400-700 semenki. Za dobijanje jednog kilograma semena potrebno je 350-1.000 kg plodova. Dobru klijavost seme zadržava nekoliko meseci, a na suvom i promajnom mestu i godinu dana. Najbolja temperatura za klijanje semena je 20-25 °C. Klijanje počinje dve nedelje posle setve.
Iznikle sejance, kada dostignu visinu 10-15 cm, najbolje je presaditi u kese (u smeše zemlje, stajnjaka i peska). Prilikom rane setve (januar) u staklari, a zatim prebacivanje u kese, moguće je da do kraja vegetacije sejanci dostignu visinu 40-55 cm. Ti sejanci se iste godine mogu koristiti kao sadnice. Sejanci iz kasnije setve (mart-april) na otvorenom polju, koriste se kao sadnice tek u jesen naredne godine.

### Vegetativno razmnožavanje
Omogućava da se sačuvaju sve osobine jedne sorte, a u zasadima se postiže ujednačenost u pogledu bujnosti, rodnosti, kvaliteta plodova i slično. Međutim, fejoa se dosta teško razmnožava vegetativnim putem, naročito reznicama, zbog čega je neophodna upotreba fitohormona i posebnih uslova temperature i vlažnosti vazduha. Za sada se od vegetativnog razmnožavanja koristi samo oživljavanje zrelih reznica (jednogodišnjih) dužine 10-12 cm. Reznice se skidaju u avgustu, a sa jednom reznicom neophodno je ostaviti dva vršna lista. Posle tretiranja nekim od fitohormona reznice se postavljaju u pripremljeni supstrat na dubini 7-8 cm. Lišće mora da ostane van zemlje (supstrata). Reznice je potrebno zaštititi od direktne sunčeve svetlosti i potrebno ih je više puta na dan orošavati. Posle 3 do 4 meseca pojavljuje se koren, a ožiljene reznice se presađuju krajem marta naredne godine.

## Poreklo i rasprostranjenost
Rod Feijoa je botanički veoma sličan rodu Guava, pa se u Sjedinjenim Američkim Državama ona često naziva i ananasnom guavom. Fejou je prvi opisao botaničar Berg, 1854. godine u monografije o Myrtaceama. Isti autor je fejoi dao i ime u čast brazilskog naučnika, Portugalca De Silva Feija.
Kao gajena voćka fejoa je relativno mlada. Godine 1890. prvi put je uvezena iz Urugvaja u Evropu. Deset godina kasnije je introdukovana u SAD (Kalifornija) i SSSR (Gruzija). 
Aromatične i hranljive plodove fejoe su od davnina upotrebljavali za jelo Indijanci u Južnoj Americi. Oni su ove plodove uglavnom brali i sakupljali sa samoniklih grmova fejoe, koji pretežno rastu ispod visokih i prostranih šuma južnog Brazila, Urugvaja, Paragvaja, Meksika i severne Argentine.

## Sortiment
Fejoa se odlikuje mnoštvom sorti, klonova i tipova. To uglavnom proizilazi iz činjenice da se doskora fejoa najviše razmnožavala generativnim putem, i da se na taj način stvorilo mnoštvo tipova od kojih su nastale razne forme i sorte. Svaka zemlja u kojoj se danas fejoa gaji ima svoj sortiment. Među najbolje sorte smatraju se sledeće:
- Andre je jedna od boljih francuskih sorti. Plodovi su dugački 50-70 mm i široki 40 mm. Pokožica je svetlozelene boje, meso je beličasto, sočno i sa izraženom aromom jagode. Semenke su veoma sitne. Sazreva krajem novembra.
- Čojseana je kalifornijska sorta. Spada u najkrupnije sorte, čija masa ploda dostiže čak 120-140 g. Plodovi su dugački 70-80 mm i široki 50-60 mm. Veoma su nežni, ukusni i aromatični. Ovo je srednje rana sorta, sazreva krajem oktobra i početkom novembra. Čojseana je stranooplodna i sklona je periodičnom rađanju, što se smatra određenim nedostatkom.
- Superba je takođe kalifornijska sorta. Za razliku od Čojseane ona je samooplodna i dosta rodna. Plodovi su veoma ukusni i aromatični, sa nežnim i u ustima topivim mesnatim delom. Pokožica je je tamnozelena. Srednja masa ploda je 45 g.
- Anaseuli II je gruzijska sorta. Stablo je visoko 1.8 m. Rađa 16 tona po hektaru. Plodovi sazrevaju sredinom oktobra. Prosečna masa ploda je 77 g. Ukupnih šećera sadrži 4.68%, a vitamina C 42 mg%.
- Lenkoran je azerbejdžanska sorta. Stablo je visoko 1.8 m. Plodovi su krupni, ovalni, mase oko 30 g. Sazrevaju početkom novembra. Pojedinačno stablo rodi prosečno oko 36 kg. Koristi se uglavnom u svežem stanju.

## Nutritivne vrednosti
Nutritivne vrednosti na 100 g
| Energetska vrednost (kcal): 55          |
| Ugljeni hidrati: 10                     |
| Proteini: 1                             |
| Vitamin C (askorbinska kiselina): 28-35 |

| Minerali      |
| ------------- |
| Kalijum: 166  |
| Natrijum: 5   |
| Kalcijum: 4   |
| Magnezijum: 6 |
| Fosfor: 10    |
| Gvožđe: 0.05  |

## Literatura
- Suptropske i tropske voćke, Prof. dr Mihailo D. Nikolić, Dr Momčilo D. Radulović, izdavač Naučno voćarsko društvo Srbije, 2010. godina

## Spoljašnje veze
- Saveti iz oblasti poljoprivrede
- Voćarstvo